# モーリス・ハギンズ
モーリス・ハギンズ（Maurice Loyal Huggins、1897年9月19日-1981年12月17日）は、化学者で、水素結合の概念を独自に考え出し、その役割をタンパク質の二次構造の安定化と結びつけた。またポリマー化学で重要なフローリー・ハギンズ理論も彼の業績である。

## 水素結合の発見を巡る議論
ハギンズは、彼自身が水素結合の概念の最初の提唱者だと信じていたが、彼はカリフォルニア大学バークレー校でギルバート・ルイスの生徒だった。彼の言い分によると、ハギンズは1919年の論文の中で水素結合を提唱し、それをアセト酢酸の互変異性に適用したという。しかしこの論文は残っておらず、水素結合に関する最初の論文は、ハギンズの未公表の論文を脚注で引用している1920年のウェンデル・ラティマーとウォース・ローデブッシュの論文ということになった。

## ペプチド結合の構造
1937年、ハギンズはウィリアム・アストベリーのβシートのモデルを分析して、それまで言われていたような水素結合ではアミド基の水素がカルボキシル基の方向を向かないため、実際には形成されないということに気づいた。彼はさらに共鳴によってペプチド結合の空間配置が変わり水素結合が可能になっている可能性を示した。しかし彼は、同時期のライナス・ポーリングの論文にあったように、ペプチド結合は平面的であるとはっきりと指摘することはできなかった。

## αヘリックスの構造
ハギンズは、ポーリング、ロバート・コリー、ヘルマン・ブランソンらのおよそ8年後にあたる1943年にαヘリックスの構造モデルも作った。

## 家族
ハギンズは1897年にアモス・ウィリアムソン・ハギンズとマリー・アビゲイル・ハギンズの間に生まれた。彼には少なくともドロシーとマリーという2人の姉妹がいる。
彼は1922年にカリフォルニア大学バークレー校で博士号を取った。